# Año Geofísico Internacional

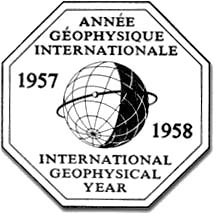
Logotipo oficial del Año Geofísico Internacional

El Año Geofísico Internacional (abreviado AGI), que duró desde el 1 de julio de 1957 al 31 de diciembre de 1958, supuso un esfuerzo único por su alcance en la historia de la ciencia. Más de 30 000 científicos y técnicos de 66 países cooperaron en una serie de observaciones sobre la Tierra y sus alrededores cósmicos. Cinco de las once ramas científicas estudiadas en el AGI se hallaban dedicadas específicamente a este tipo de investigación: actividad solar, rayos cósmicos, geomagnetismo, auroras boreales y física ionosférica.

## Concepción y Organización
El Año Geofísico Internacional fue propuesto en 1952 por el Consejo Internacional de Uniones Científicas (ICSU, por sus siglas en inglés) sobre el modelo de los Años Polares Internacionales de 1882-83 y 1932-33. Se pretendían utilizar varias tecnologías heredadas de la Segunda Guerra Mundial con fines pacíficos, decidiendo concentrar los esfuerzos en la Antártida, poco conocida en aquella época. En 1955 tanto EE. UU. como la URSS anunciaron públicamente su intención de lanzar en los años siguientes satélites artificiales al espacio, como contribución al AGI. Para la realización del Año Geofísico Internacional se eligió el periodo comprendido entre julio de 1957 y diciembre de 1958 ya que coincidía con un periodo de intensa actividad solar.
El Año Geofísico Internacional se realizó bajo los auspicios del ICSU, el cual creó un comité especial que a su vez invitó a las naciones participantes a crear comités nacionales.

## Resultados

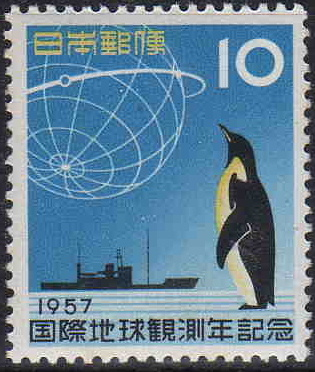
Estampilla japonesa de 1957 conmemorando el Año Geofísico Internacional. Muestra parte del emblema del evento, la nave de investigación japonesa Sōya y un pingüino.

Durante el Año Geofísico Internacional se realizaron investigaciones sobre la física, química, estructura, características y dinámica de la corteza e interior del planeta, hidrosfera y atmósfera, obteniéndose información nueva en estos campos.
Los resultados del Año Geofísico Internacional pueden resumirse en 4 grandes logros:
- El lanzamiento de satélites artificiales (lo que permitió, entre otros hallazgos, el descubrimiento de los cinturones de radiación de Van Allen)
- El sondeo del suelo oceánico
- Las exploraciones científicas en la Antártida[5]
- Actualización de los conocimientos sobre vida marina y terrestre, flujo de glaciares, sismografía, geología, hidrología, geomagnetismo, luminiscencia atmosférica, etc.[3]

Así mismo, los estudios psicológicos sobre grupos humanos obligados a convivir por largos periodos en condiciones extremas fueron de utilidad para la planificación de viajes espaciales.
Algunos estudios iniciados en el Año Geofísico Internacional sirvieron de base para continuar con experimentos en el espacio como los realizados por la sonda espacial Pioneer 5, colocada en órbita heliocéntrica entre la Tierra y Venus el 11 de marzo de 1960. 
Los resultados de las investigaciones del Año Geofísico Internacional en la Antártida abrieron el camino a la firma del Tratado Antártico en 1959.

## Países participantes
| - África Oriental Británica (las actuales Kenia, Tanzania y Uganda) - Alemania Occidental - República Democrática Alemana - Argentina - Australia - Austria - Bélgica - Birmania - Bolivia - Brasil - Bulgaria - Canadá - Ceilán - Checoslovaquia - Chile - Colombia - Corea del Norte - Cuba - Dinamarca - Ecuador - Egipto - España | - Estados Unidos - Etiopía - Filipinas - Finlandia - Francia - Ghana - Grecia - Guatemala - Hungría - India - Indonesia - Irán - Irlanda - Islandia - Israel - Italia - Japón - Malaca - Marruecos - México - Mongolia - Noruega - Nueva Zelanda | - Países Bajos - Pakistán - Panamá - Perú - Polonia - Portugal - Reino Unido - República Dominicana - Rhodesia y Nyasalandia - Rumania - Sudáfrica - Suecia - Suiza - Tailandia - Taiwán - Túnez - Unión Soviética - Uruguay - Venezuela - Vietnam del Norte - Vietnam del Sur - Yugoslavia |